# Pfahlintegritätsprüfung
Die Pfahlintegritätsprüfung (PIT) ist ein Verfahren zur Materialprüfung.
In der Praxis werden alle Betonbohrpfähle in einem Baufeld auf Integrität getestet. Bevor der Pfahl getestet wird, muss der Beton vollständig abgebunden haben. Es werden mindestens die ersten 10 cm des Pfahlkopfes abgestemmt, um eine homogene Betonqualität sicherzustellen.
Die Pfahlintegritätsprüfung (engl. PIT Pile Integrity Test) ist ein Pfahl-Testverfahren, bei dem mit Hilfe der Schallwellengeschwindigkeit die Laufzeit von Pfahlkopf bis Pfahlfuß gemessen wird. Der Pfahlprüfer schlägt mit einem Hammer auf den zuvor vorbereiteten Bohrpfahlkopf und löst einen Schallimpuls aus. Die Schallwelle breitet sich über die Bohrpfahllänge aus und wird am Fußpunkt reflektiert. Ein Messfühler misst die Impulse am Pfahlkopf und leitet die Signale an einen Rechner weiter. Die Pfahllänge wird aus der Laufzeit der Welle über die als bekannt vorausgesetzte Wellenausbreitungsgeschwindigkeit des Pfahlmaterials ermittelt. Bei einem „gestörten“ Pfahl (Bruch, Querschnittsänderung) wird der Schallwellenimpuls ganz oder teilweise früher reflektiert. Der aufgezeichnete Schallwellenverlauf kann nun vom Bohrpfahlprüfer interpretiert werden.